# Nikolàievka (Mikhàilovski)
Nikolàievka - Николаевка (rus) - és un poble del krai de Primórie, a l'Extrem Orient de Rússia, que en el cens del 2010 tenia 638 habitants. Pertany al districte rural de Mikhàilovski.